# Holger Osieck
Holger Osieck (Homberga, 31 de agosto de 1948) é um treinador e ex-futebolista alemão. Atualmente, está sem clube.

## Carreira

### Jogador
Dentro das quatro linhas, Osieck nunca teve destaque, defendendo durante anos equipes inexpressivas da Alemanha Ocidental, que nunca disputaram a divisão de elite do futebol alemão. A maior visibilidade na sua carreira aconteceu em 1977, quando se transferiu para o quase inexistente futebol estadunidense, indo defender a equipe do Vancouver Whitecaps (apesar de ser canadense, o Whitecaps disputava a liga estadunidense, muito comum em outros esportes também).
Durante sua permanência no Whitecaps, também exerceu a função de treinador da equipe, mas tendo permanecido durante apenas uma temporada, tendo retornado ao futebol alemão, defendendo o Rot-Weiß Oberhausen, maior clube em sua carreira.

## Treinador
Após encerrar a carreira, quando tinhas apenas trinta anos, assumiu diversas funções na DFB, tendo permanecido durante oito anos, quando foi convidado para ser assistente de Franz Beckenbauer na Seleção Alemã-Ocidental, estando presente na conquista do tricampeonato mundial da Alemanha, em 1990.
Quando Beckenbauer deixou o cargo de treinador da Alemanha, Osieck seguiu o mesmo caminho, seguindo o mesmo para o futebol francês, continuando como seu assistente, agora no Olympique de Marseille. Acabou deixando o Marseille antes do término da temporada, juntamente com Beckenbauer, mas seguindo seu próprio caminho, assumindo o Bochum. No ano seguinte, assumiu o comando do tradicional clube turco Fenerbahçe, mas ficando apenas até o final do ano seguinte.

### Urawa Reds
Acabou terminando no futebol japonês, assumindo o comando do Urawa Red Diamonds. Permaneceu durante dois anos, obtendo bons resultados.

### Kocaelispor
Retornou ao futebol turco, assumindo no início do ano o pequeno Kocaelispor, levando-o ao surpreendente título da Copa da Turquia, sendo o principal título da história do clube (fora campeão também em 2002), além da segunda divisão turca. Ficou no clube até meados do ano seguinte, ficando parado até 1999, quando aceitou a proposta para treinar a Seleção Canadense.

### Seleção Canadense
No comando da Seleção Canadense, Osieck novamente surpreendeu, levando a Seleção à conquista da Copa Ouro da CONCACAF em 2000, conseguindo o título sobre a Colômbia de forma invicta, com cinco vitórias e apenas um empate. Permaneceu no comando do Canadá durante mais três anos, não tendo mais nenhum resultado expressivo. Ficou sem treinar nenhum clube e seleção durante alguns anos, quando assumiu novamente o Urawa Red Diamonds, conquistando no mesmo ano a Liga dos Campeões da AFC. Porém, no ano seguinte, após péssimo começo de temporada, foi demitido.

### Austrália
Voltou a assumir o comando de uma equipe apenas em 11 de agosto de 2010, acertando um contrato de quatro anos com a Seleção Australiana. Na equipe australiana, terminaria com o vice-campeonato da Copa da Ásia de 2011, após derrota na prorrogação por 1 x 0 para o Japão. Em 18 de junho de 2013, conseguiu classificar a equipe para a Copa do Mundo de 2014, porém terminou demitido em outubro do mesmo ano, após os Socceroos perderem para Brasil e França por 6 a 0.

## Títulos

### Clubes
Fenerbahçe S.K.
- TSYD Cup: 1994–95

Kocaelispor
- Turkish Cup: 1996–97

Urawa Red Diamonds
- AFC Champions League: 2007

Canadá
- Copa Ouro da CONCACAF de 2000